# Русев, Ангел
Ангел Хрисков Русев (болг. Ангел Хрисков Русев; род. 13 июля 2001) — болгарский тяжелоатлет, бронзовый призёр чемпионата мира, пятикратный чемпион Европы 2021, 2022, 2023, 2024 и 2025 годов, призёр чемпионата Европы 2019 года. Чемпион Европы среди юношей 2018 года.

## Карьера
В 2017 году болгарский спортсмен выступил на юношеском чемпионате мира где занял 12-е место. Выступал в категории до 56 кг.
В этой же категории до 56 кг, в 2017 году, на чемпионате Европы среди юношей занял третье место и получил бронзовую медаль. Сумма в двоеборье составила 221 кг.
В 2018 году на взрослом чемпионате Европы занял итоговое 5-е место, установив результат в двоеборье 233 кг. В этом же году победил на чемпионате Европы среди юношей. Также принял участие в чемпионате мира в Ашхабаде. Выступал в новой весовой категории до 55 кг. В результате стал 6-м, с весом на штанге по сумме двух упражнений — 248 кг.
На чемпионате Европы 2019 года, в Батуми, Ангел по сумме двух упражнений стал серебряным призёром, сумев зафиксировать результат 256 кг. В упражнении рывок он оказался за пределами тройки, а вот в упражнении толчок завоевал малую золотую медаль, продемонстрировав результат на штанге 146 кг, сумел обойти знаменитого итальянца Мирко Скарантино
В апреле 2021 года на чемпионате Европы в Москве, в весовой категории до 55 кг, Ангел занял итоговое первое место с результатом 258 килограммов и стал чемпионом Европы. В упражнении «рывок» он сумел завоевать малую бронзовую медаль с результатом 111 кг, а в упражнении «толчок» с рекордом 147 кг завоевал малую золотую медаль.
В декабре 2021 года принял участие в чемпионате мира, который состоялся в Ташкенте. В весовой категории до 55 килограммов, Ангел по сумме двух упражнений с весом 254 кг стал бронзовым призёром чемпионата мира. В упражнении толчок он завоевал малую золотую медаль (144 кг). 
В мае 2022 года на чемпионате Европы в Тиране, в весовой категории до 55 кг, Ангел занял итоговое первое место с результатом 257 килограммов и стал двукратным чемпионом Европы.
В Ереване, на чемпионате Европы 2023 года, в категории до 55 кг, Ангел выиграл третий раз подряд чемпионат континента. В упражнении толчок с результатом 141 кг завоевал малую золотую медаль. 
В феврале 2024 года на чемпионате Европы в Софии Ангел завоевал золотую медаль по сумме двух упражнений с результатом 244 кг. В упражнении толчок он стал первым (135 кг), а в рывке он был третьим (109 кг). 
На чемпионате Европы 2025 года в Кишинёве завоевал золотую медаль в весовой категории до 55 кг с итоговым результатом 246 кг. В упражнении «толчок» стал победителем (141 кг).

## Достижения
Чемпионат мира
| Результат | Вес      | Год  | Место соревнований  | Рывок | Толчок | Общий вес |
| Бронза    | до 55 кг | 2021 | Ташкент, Узбекистан | 110,0 | 144,0  | 254,0     |

Чемпионат Европы
| Результат | Вес      | Год  | Место соревнований | Рывок | Толчок | Общий вес |
| Серебро   | до 55 кг | 2019 | Батуми, Грузия     | 110,0 | 146,0  | 256,0     |
| Золото    | до 55 кг | 2021 | Москва, Россия     | 111,0 | 147,0  | 258,0     |
| Золото    | до 55 кг | 2022 | Тирана, Албания    | 113,0 | 144,0  | 257,0     |
| Золото    | до 55 кг | 2023 | Ереван, Армения    | 109,0 | 141,0  | 250,0     |
| Золото    | до 55 кг | 2024 | София, Болгария    | 109,0 | 135,0  | 244,0     |
| Золото    | до 55 кг | 2025 | Кишинёв, Молдова   | 141,0 | 105,0  | 246,0     |

## Статистика
| Год                                  | Место                              | Турнир                             | Рывок                              | Рывок                              | Рывок                              | Рывок                              | Толчок                             | Толчок                             | Толчок                             | Толчок                             | Итог                               | Место                              |
| Год                                  | Место                              | Турнир                             | 1                                  | 2                                  | 3                                  | Место                              | 1                                  | 2                                  | 3                                  | Место                              | Итог                               | Место                              |
| Чемпионат мира по тяжёлой атлетике   | Чемпионат мира по тяжёлой атлетике | Чемпионат мира по тяжёлой атлетике | Чемпионат мира по тяжёлой атлетике | Чемпионат мира по тяжёлой атлетике | Чемпионат мира по тяжёлой атлетике | Чемпионат мира по тяжёлой атлетике | Чемпионат мира по тяжёлой атлетике | Чемпионат мира по тяжёлой атлетике | Чемпионат мира по тяжёлой атлетике | Чемпионат мира по тяжёлой атлетике | Чемпионат мира по тяжёлой атлетике | Чемпионат мира по тяжёлой атлетике |
| ------------------------------------ | ---------------------------------- | ---------------------------------- | ---------------------------------- | ---------------------------------- | ---------------------------------- | ---------------------------------- | ---------------------------------- | ---------------------------------- | ---------------------------------- | ---------------------------------- | ---------------------------------- | ---------------------------------- |
| 2018                                 | Ашхабад, Туркмения                 | до 55 кг                           | 103                                | 108                                | -                                  | 7                                  | 130                                | 135                                | 140                                | 4                                  | 248                                | 6                                  |
| 2021                                 | Ташкент, Узбекистан                | до 55 кг                           | 106                                | 110                                | 112                                |                                    | 140                                | 144                                | 147                                | 1                                  | 254                                | 3                                  |
| Чемпионат Европы по тяжёлой атлетике |                                    |                                    |                                    |                                    |                                    |                                    |                                    |                                    |                                    |                                    |                                    |                                    |
| 2018                                 | Бухарест, Румыния                  | до 56 кг                           | 100                                | 103                                | 105                                | 6                                  | 125                                | 125                                | 128                                | 5                                  | 233                                | 5                                  |
| 2019                                 | Батуми, Грузия                     | до 55 кг                           | 105                                | 110                                | 112                                | 4                                  | 136                                | 138                                | 146                                | 1                                  | 256                                | 2                                  |
| 2021                                 | Москва, Россия                     | до 55 кг                           | 105                                | 105                                | 111                                | 3                                  | 140                                | 147                                | 147                                | 1                                  | 258                                | 1                                  |